# Chinonă
Chinonele alcătuiesc o clasă de compuși organici derivați de la compusul tipic 1,4-benzochinonă (denumită și chinonă, de unde vine denumirea clasei de substanțe) , care sunt componenți de bază în sinteza unor coloranți. Cei mai importanți sunt benzochinona, naftachinona și 9,10-antrachinona.

## Exemple

1,2-benzochinonă
1,4-benzochinonă
1,4-naftochinonă
9,10-antrachinonă